# Bouillon (Pyrénées-Atlantiques)
Bouillon település Franciaországban, Pyrénées-Atlantiques megyében. Lakosainak száma 158 fő (2022. január 1.). Bouillon Garos, Géus-d’Arzacq, Morlanne, Pomps és Uzan községekkel határos.

## Népesség
A település népességének változása:
| Lakosok száma | 152  | 150  | 160  | 157  | 157  | 157  | 157  | 158  | 158  |
|               | 2013 | 2015 | 2016 | 2017 | 2018 | 2019 | 2020 | 2021 | 2022 |